# أو أيه أو
أو أيه أو - أف جي سي - يو أي اس (OAO FGC UES) شركة الشبكة الاتحادية لنظام الطاقة الموحد (الروسية: Федеральная сетевая компания Единой энергетической системы) هي شركة طاقة مملوكة للدولة تقع في موسكو، روسيا. إنها أكبر شركة لشبكات نقل الطاقة في البلاد. الشركة مدرجة في بورصتي موسكو ولندن بنسبة 80.13٪ من الأسهم مملوكة لروسيتي.